# Karl Kainer
Karl Kainer (Wolfsberg, 1915 – 2006. április 15.) osztrák nemzetközi labdarúgó-játékvezető.

## Pályafutása

### Nemzeti játékvezetés
1954-ben lett az I. Liga játékvezetője. Az aktív nemzeti játékvezetéstől 1965-ben vonult vissza.

#### Mérkőzései az NBI-ben
| Időpont             | Helyszín                        | Mérkőzés   | Eredmény | Nézők száma |
| ------------------- | ------------------------------- | ---------- | -------- | ----------- |
| 1963. augusztus 25. | Népstadion, Budapest            | FTC–MTK    | 0 : 0    | 75 000      |
| 1963. november 10.  | Népstadion, Budapest            | FTC–Újpest | 1 : 0    | 30 000      |
| 1964. szeptember 6. | Bozsik József Stadion, Budapest | Honvéd–MTK | 6 : 1    | 15 000      |
| 1965. április 11.   | Népstadion, Budapest            | FTC–Honvéd | 0 : 3    | 75 000      |

### Nemzetközi játékvezetés
Az Osztrák labdarúgó-szövetség Játékvezető Bizottsága (JB)  terjesztette fel nemzetközi játékvezetőnek, a Nemzetközi Labdarúgó-szövetség (FIFA) 1957-től tartotta nyilván bírói keretében. Több nemzetek közötti válogatott és klubmérkőzést vezetett, vagy működő társának partbíróként segített. Az osztráknemzetközi játékvezetők rangsorában, a világbajnokság-Európa-bajnokság sorrendjében többedmagával a 30. helyet foglalja el 1 találkozó szolgálatával. Az aktív nemzetközi játékvezetéstől 1965-ben búcsúzott. Válogatott mérkőzéseinek száma: 2.

#### Nemzetközi kupamérkőzések

##### Bajnokcsapatok Európa-kupája
Néhány órával később az angol csapat repülőgépe lezuhant.
| Időpont          | Helyszín             | Mérkőzés típusa                 | Mérkőzés                              | Eredmény | Nézők száma |
| ---------------- | -------------------- | ------------------------------- | ------------------------------------- | -------- | ----------- |
| 1958. február 5. | JNA Stadion, Belgrád | egyik negyeddöntő (2. mérkőzés) | FK Crvena zvezda–Manchester United FC | 3 – 3    | 38 000      |

##### Vásárvárosok kupája
| Időpont            | Helyszín                    | Mérkőzés típusa               | Mérkőzés                         | Eredmény |
| ------------------ | --------------------------- | ----------------------------- | -------------------------------- | -------- |
| 1962. október 17.  | Üllői úti Stadion. Budapest | első forduló (2. mérkőzés)    | Ferencvárosi TC–FC Viktoria Köln | 4 – 1    |
| 1962. december 12. | Üllői úti Stadion. Budapest | második forduló (2. mérkőzés) | Ferencvárosi TC–UC Sampdoria     | 6 – 0    |

## Statisztika

### Nemzetközi válogatott mérkőzései
| #  | Dátum            | Helyszín              | Hazai         | Eredmény | Vendég     | Kiírás        | Gólok | Esemény |
| -- | ---------------- | --------------------- | ------------- | -------- | ---------- | ------------- | ----- | ------- |
| 1. | 1963. június 19. | Belgrád, JNA-stadion  | Jugoszlávia   | 0 – 0    | Svédország | NEK-selejtező | -     |         |
| 2. | 1964. május 10.  | Krakkó, Wisla Stadion | Lengyelország | 3 – 1    | Írország   | barátságos    | -     |         |
|    | Összesen         |                       |               | 2        | mérkőzés   |               |       |         |